# ATP-sintaza
ATP-sintaza je encim, ki katalizira reakcijo sinteze adenozina trifosfata iz adenozina difosfata in neorganskega fosfata. Je eden izmed najbolj razširjenih in evolucijsko najbolj ohranjenih encimov. Prisoten je v skoraj vseh organizmih. V arhejah in v bakterijah se nahaja v celični membrani, medtem ko se v evkariotih nahaja v notranji mitohondrijski membrani. V celičnem kontekstu ATP sintaza večinoma služi kot vir ATP-ja in porabnik protonskega gradienta, ki ga ohranjajo preostali encimi dihalne verige (kompleks I, III in IV). 

## Struktura ATP sintaze
ATP sintaza ima obliko turbine. Razvozlanje strukture katalitskega dela ATP-sintaze (F1) leta 1994 je prineslo Nobelovo nagrado za medicino John E. Walker-ju leta 1997. ATP-sintaza v sesalcih je sestavljena iz poddomen F1 in Fo, od katerih je Fo vstavljena v membrano, F1 pa se nahaja izven membrane v mitohondrijskemu matriksu. Fo in F1 sta povezana s centralnim in perifernim pecljem. Centralni pecelj in pripadajoči obroč podenot c (angleško c-ring) tvorijo rotor, ki se pod vplivom protonskega gradienta vrti znotraj zunanjih podenot F1 in Fo ter perifernega peclja, ki skupaj tvorijo nepremični stator. ATP-sinataza je eden izmed redkih primerov encimov, pri katerih se dogaja polna 360º-stopinjska rotacija v katalitskem ciklu. Zaradi tega je bila ATP-sintaza poimenovana tudi najmanjša turbina na svetu.